# Franz Ludwig von Rossieres
Franz Ludwig von Rossieres (* 1710 in Nyon/Waadt (Schweiz); † 28. Juni 1778 in Schönwalde in Schlesien) war ein königlich preußischer Generalmajor, Chef des Infanterie-Regiments Nr. 50 und Kommandant der Festung Silberberg.
Seine Familie stammt aus Savoyen und er ging zunächst in sardische Dienste. 1770 ging ein als Oberst in preußische Dienste. Er bekam das neuerrichtete Garnisonsbataillon der Festung Silberberg sowie die dortige Stelle des Kommandanten. Am 21. Mai 1772 wurde er zum Generalmajor ernannt. Er starb am 28. Juni 1778 in Schönwalde in Schlesien.
Er war mit einer von Schlieben verheiratet. Nach seinem Tod erbaute die Witwe das spätere Königsmarcksches Palais in Berlin.